# Claude Klee
Claude Elise Blanc Klee (* 1931; † 3. April 2017) war eine französisch-US-amerikanische Biochemikerin.

## Leben
Claude Klee studierte an der Universität Marseille und beendete das Studium 1959. Anschließend war sie ein Jahr lang am National Institute of Mental Health. Nachdem sie zwischenzeitlich in Basel tätig gewesen war, ging sie Ende 1961 zu den National Institutes of Health. Dort arbeitete sie zusammen mit Herbert Tabor, Louis Sokoloff und Maxine Singer. 1966 erhielt sie ein eigenes Labor am National Institute of Arthritis and Metabolic Diseases. Ab 1974 war Claude Klee am Labor für Biochemie des National Cancer Institute tätig. Von 1987 bis 2002 hatte sie auch die Leitung des Labors inne. 1991 wurde sie mit dem Presidential Rank Award geehrt, 1992 wurde sie in die National Academy of Medicine gewählt. Außerdem erhielt sie den FASEB Excellence in Science Award. Klee wurde 1995 Mitglied der American Academy of Arts and Sciences. Sie widmete sich insbesondere der Erforschung von Calmodulin.

## Werke
- Claude Klee, Xutong Wang, Hao Ren: Calcium-Regulated Protein Dephosphorylation. In: Calcium as a Cellular Regulator. Oxford University Press, 1999, ISBN 978-0-19-509421-3 (eingeschränkte Vorschau in der Google-Buchsuche).